# 市場原理主義
市場原理主義（しじょうげんりしゅぎ、英: market fundamentalism）とは、低福祉低負担、自己責任をベースとし、小さな政府を推進し、政府が市場に干渉せず放任することにより国民に最大の公平と繁栄をもたらすと信じる思想的立場。
発言者の経済哲学によって批判的に軽蔑語として使われることもある。

## 概要
市場原理主義思想は、政府の経済・社会政策、ならびに個人の人間類型などに適用したものである。特に歴代の米国共和党政権や、英国のサッチャー政権、日本の中曽根政権・橋本政権・小泉政権の時代に市場原理主義の思想が重視された。この言葉は世界各国で小さな政府の推進、国営事業、公営事業の民営化、などを正当化する一助として用いられてきた。
ローザンヌ学派の経済思想は現代でも確実に生き続けており、市場経済に信頼を置く思想である。別名「新自由主義的市場経済」と呼ばれるものであり、経済を市場のなすがままに任せておくことが経済政策の基本と考えている。
1998年にジョージ・ソロスが著書の中で19世紀におけるレッセフェールの概念に関してのより相応しい表現として市場原理主義を紹介したことから知られるようになった。
机上で構築した架空の経済モデルとは異なり、現実の市場経済ではたびたび市場の失敗が起こり得る事から、市場原理主義には様々な批判的議論が展開されている。

## 批判
経済学者の宇沢弘文は、「市場原理主義は、新自由主義を極限にまで推し進めて、儲けるために法を犯さない限り、何をやってもいいというものである。法律・制度を『改革』し、儲ける機会を拡大させ、国家は武力の行使も辞さないという考え方である」と指摘している。宇沢は「小泉政権の5年半ほどの間に、市場原理主義が、『聖域なき構造改革』の名の下に全面的に導入され、日本は社会のすべての分野で格差が拡大し、殺伐とした陰惨な国になってしまった」と指摘している。
経済学者の森永卓郎は、「市場原理だけでうまくいくのなら知恵は必要ない。アメリカは、古典派経済学の世界に戻って『野放しにすればすべてうまくいく』という単純な思想で1990年代の経済成長を説明した」と指摘している。森永は「市場原理主義者は、中小零細企業は非効率な存在であり、すべて効率的な経営システムにすれば日本経済はよくなると言っている。そのような議論は表面的な現象・数字だけを見ている」と指摘している。
経済学者の榊原英資は「市場原理主義の核心は、ワルラス的な一般均衡理論に基づく新古典派パラダイムにある。新古典派の『均衡モデル』は現実とは無縁の虚構に過ぎない。『不安定性』こそが市場の現実である」と指摘している。榊原英資の主張に対し、経済学者の野口旭は「単に新古典派経済学へのありがちな誤解を示しているに過ぎない」と反論している。

## 留意点
市場原理主義という言葉は、そもそも経済学にはなく、これは、政府はいらない、市場に任せておけば自由放任でよいという夜警国家のような考え方であるが、社会資本の形成・景気の安定・所得再分配や公害の防止が政府の役割であることは、経済学のどの入門書にも書かれている。経済学者の小宮隆太郎は「最近（2008年）、市場原理主義・新自由主義批判が目立つが、何を批判しているのか。レッセ・フェールの弊害や『市場の失敗』はケインズ、マーシャル、ピグーも指摘していた。ミクロ経済学の常識である」と指摘している。経済学者の竹中平蔵は「まともな経済学者で市場が万能であると思っている者は一人もいない」と述べている。
経済学者の田中秀臣は、「一部の論者は、『市場原理主義』への反感が高じると、その理論的支柱を築いた経済学者に批判を浴びせる」「『市場主義と利権集団が密接に絡んでいる』という認識は、今日の経済論戦の方向に、大きく関わっており、経済学者・エコノミストの議論がどれだけ影響されているのかを見極めるのに重要なことである」と指摘している。
経済学者の岩田規久男は、「『市場原理主義者』を批判する人たちは、経済学者が重視する市場原理のことを『何でも自由にすればよいとする原理』と思い込んでいる。経済学者が重視する市場原理とは自由放任主義ではない」「経済学者が望ましいと考える市場原理とは、『他人の同じ自由を妨げない』ためのルールを取り決めた上での市場原理である」「市場とは『市場原理主義』という言葉で『市場』を否定する人が思い込んでいるような、一切規制の無い完全に自由な制度ではない。『市場』を否定するのではなく、絶えず規制・ルールを見直し市場の機能改善に努めることが重要である」と指摘している。
野口旭は、「反市場原理主義者の考える市場原理主義者とは、市場原理を信奉する人々、すなわち『経済学者』のことである。つまり、反市場原理主義者の真の攻撃対象は、経済学者および経済学そのものである」「市場への介入・規制は社会的弱者や消費者の保護といった理由を掲げて行われる。しかしそれらは、競争制限による特定の生産者や業界の保護、それに依存する官庁の保護に帰結する場合が多い」と指摘している。また野口は「イデオロギーとしての市場原理主義というのは、確かに存在している。しかし、大多数の経済学者は、現実の経済には市場がうまく機能しないケースは数多く存在していると考えており、政府が一定の役割を果たすことは当然と考えている」「市場原理主義者と言われるような経済学者はごく一部であり、多くの経済学者は外部性・情報の非対称性などの市場の失敗について、政府が適切に市場に介入する必要があると考えている」と指摘している。